# Jedrska podmornica z manevrirnimi raketami
Jedrska podmornica z manevrirnimi raketami je podmornica, ki je oborožena z manevrirnimi raketami (podmorniška manevrirna raketa), ki so sestavljene iz kopenskih manevrirnih raket in protiladijskih raket kot primarna oborožitev. Rakete močno vplivajo na sposobnost podmornice, da napada ladje in kopenske cilje, čeprav so torpedi diskretnejša možnost za napadanje potopljenih podmornic, vendar imajo rakete daljši doseg in hitrejše dosežejo cilj ter imajo možnost napasti različne cilje v različnih smereh ob istem času. Veliko podmornic z manevrirnimi raketami ima možnost za uporabo jedrskih bojnih glav na raketah, vendar veljajo za različen tip podmornic od strateških jedrskih podmornic zaradi znatne razlike med načini letenja orožnih sistemov. Manevrirne rakete letijo aerodinamično z uporabo kril in zakrilc, medtem ko balistična raketa uporablja moč svojega motorja in lahko zapusti atmosfero.